# Урумчі
Урумчі (уйгурська: ئۈرۈمچی , кит.: 乌鲁木齐; Піньїнь: Wūlǔmùqí) — найбільше місто в північно-західному Китаї, що вельми динамічно розвивається, з населенням понад 3,1 млн, столиця Сіньцзян-Уйгурського автономного району (СУАР). Урумчі є найвіддаленішим від моря великим містом у світі. Розташований на північних схилах Тянь-Шаню. У промисловості переважають нафтова, текстильна і металургійна галузі. Також в Урумчі розташований найбільший в Китаї центр вітряної енергії. Урумчі розташоване на залізниці Алмати—Пекін (Ланьчжоу-Синьцзянська залізниця). За 25 кілометрів від міста розташований зоопарк Урумчі.

## Топоніміка
Чисельність назв міста пояснюється в першу чергу багатством його історії, культури, релігійної і етнічної картини регіону СУАР. Китайський вплив в цьому нетрадиційно китайському регіоні був сильний з кінця 5 століття від Р. Х.: так імператори династії Тан доклали всі зусилля для заснування тут міста Лунтай, як головного податкового центру Північного Великого Шовкового шляху. Все ж сам регіон сучасного Урумчі залишався традиційно уйгурськими (тюркськими) теренами, хоча і розташовувався на перетині багатьох культур. Після проникнення в регіон ісламу наприкінці 10 — початок 11 століття, китайський вплив сильно слабшає, і потім починає посилюватися лише на початку 18 століття. Так, в 1763 р., коли формальні кордони китайських володінь досягли південного берега озера Балхаш, місто Лунтай, що розрослося, отримує свою китайську назву Діхуа, тобто «освіта». 1 лютого 1954 року місто отримало і свою сьогоденну китайсько-уйгурську назву Урумчі, що в перекладі з древньомонгольської означає «прекрасне пасовище». Статус столиці Східного Туркестану остаточно закріпився за містом у 1884 році.

## Географія
Географічне положення Урумчі незвичайне і зафіксоване в Книзі рекордів Гіннеса: це найвіддаленіше від моря велике місто у світі: найближче узбережжя світового океану розташовується за 2500 км. (1400 миль) від Урумчі.[джерело?]
Рельєф в межах міста і його околиць носить складний характер. Центр міста розташований на території оази, з одного боку затиснутого між засніженим піком Богдо (Східний Тянь-Шань), а з іншого — великим солоним озером на сході, на півдні він облямований горбистою, порослою сосновим лісом місцевістю, а також переміжними сільськогосподарськими полями і піщаними дюнами Джунгарії. Загальна площа міста — 10 989 км².

## Клімат
Клімат в Урумчі — різко-континентальний, відрізняється великою суворістю. Місто розташоване в смузі внутрішньоконтинентальних степів і пустель в середньому на висоті 800 метрів над рівнем моря. Середні температури липня + 24 °C (75 °F), січня −11 °C (12,2 °F). Літо спекотне, сухе, зими — холодні, морозні, малосніжні. Середньорічна температура + 7 °C (44,6 °F), середньорічна кількість опадів — 273 мм.
| Клімат Урумчі           | Клімат Урумчі | Клімат Урумчі | Клімат Урумчі | Клімат Урумчі | Клімат Урумчі | Клімат Урумчі | Клімат Урумчі | Клімат Урумчі | Клімат Урумчі | Клімат Урумчі | Клімат Урумчі | Клімат Урумчі | Клімат Урумчі |
| Показник                | Січ.          | Лют.          | Бер.          | Квіт.         | Трав.         | Черв.         | Лип.          | Серп.         | Вер.          | Жовт.         | Лист.         | Груд.         | Рік           |
| Абсолютний максимум, °C | 7             | 10            | 22            | 30            | 35            | 37            | 40            | 45            | 33            | 30            | 18            | 14            | 45            |
| Середній максимум, °C   | −8            | −6            | 1             | 15            | 21            | 26            | 28            | 27            | 21            | 12            | 1             | −6            | 11            |
| Середня температура, °C | −11           | −10           | −1            | 10            | 16            | 21            | 24            | 22            | 16            | 7             | −2            | −9            | 7             |
| Середній мінімум, °C    | −15           | −13           | −5            | 5             | 11            | 16            | 19            | 17            | 11            | 3             | −5            | −13           | 2             |
| Абсолютний мінімум, °C  | −27           | −30           | −23           | −12           | −2            | 5             | 10            | 7             | 0             | −11           | −27           | −32           | −32           |
| ----------------------- | ------------- | ------------- | ------------- | ------------- | ------------- | ------------- | ------------- | ------------- | ------------- | ------------- | ------------- | ------------- | ------------- |
| Джерело: Weatherbase    |               |               |               |               |               |               |               |               |               |               |               |               |               |

## Населення

Хмарочоси в Урумчі

Населення міста за даними на 2002 р. становило 2,081 млн мешканців, або 10 % населення СУАР. У середньоазійському регіоні це друге за розмірами місто після Ташкенту з населенням понад 2,3 млн осіб (1999 рік, оцінка), за яким слідує Алмати з 1,3 млн (2006, оцінка) і Бішкек 0,9 млн. Населення Урумчі почало нестримно зростати лише з кінця 1960-х, коли в регіоні була розгорнута масова урядова кампанія по переселенню сюди китайців (ханьців) зі східних регіонів країни з метою інтеграції регіону в культурне і мовне середовище титульного народу КНР, що сильно нагадувало радянські програми освоєння цілинних земель Середньої Азії і Казахстану. Враховуючи величезний людський потенціал КНР, ця програма вдалася навіть більшою мірою, і привела до істотної зміни етнічної картини міста і регіону. Якщо раніше Урумчі був невеликим уйгурським селищем, то тепер це справжній китайський мегаполіс.
За результатами перепису 2000 року в сучасному етнічному складі міста абсолютно переважають китайці — 1-3 покоління вихідців зі сходу країни 75,3 % (1,567 млн осіб), найбільшою меншиною в місті є тюркомовні уйгури, проте вони складають всього 12,8 % населення міста (266 тис. осіб), далі слідують дунгани (8,0 % або 166 тис.), казахи (2,3 % або 48 тис. осіб), інші 1,6 % (33 тис. осіб), серед яких є і ойрати (калмики); 2.603 росіян (0,13 %) і 767 татар (0,04 %). Все ж, етнічний склад міста нетиповий для СУАР в цілому, де уйгури становлять 45,2 %, китайці 40,6 %, казахи 6,7 %, дунгани 4,6 %, інші 2,9 %. У релігійному плані серед жителів міста більшість — атеїсти (в основному китайці), на другому місці по поширенню стоїть іслам, сповідуваний уйгурами, дунганами і казахами (всього біля чверті населення міста). Істотно змінилася в порівнянні з серединою минулого століття і мовна ситуація: у місті абсолютно переважає китайська мова без знання якої тюркомовним уйгурам і казахам важко просуватися по службових сходах. Саме представники цих національностей відчувають себе знедоленими в сучасному СУАР, через що в середовищі уйгурів виникають радикальні ісламські течії за свободу СУАР і вихід зі складу КНР. Проте, більшість вивісок у місті двомовні — китайською та уйгурською мовами, виконані китайськими ієрогліфами, арабською в'яззю і частенько латиницею (піньінь), особливо на рекламних вивісках. В Урумчі також виходять декілька газет і журналів калмицькою, працюють радіо- і телепередачі. Серед іноземних мов найбільше поширення мають російська і англійська.

## Адміністративний поділ
Саме місто має поділ на 8 районів і один повіт:
- район Тяньшань (天山区: Tiānshān Qū)
- район Шайбах (沙依巴克区: Shāyībākè Qū)
- район Тоутуньхе (头屯河区: Tóutúnhé Qū)
- район Шуймогоу (水磨沟区: Shuǐmógōu Qū)
- район Сіньши (新市区: Xīnshì Qū)
- район Дуншань (东山区: Dōngshān Qū)
- район Дабаньчен (达坂城区: Dábǎnchéng Qū)
- повіт Урумчі (乌鲁木齐县: Wūlǔmùqí Xiàn)

## Економіка
Урумчі — головне і практично єдине велике індустріально розвинене місто СУАР, що забезпечує 64,5 % його валового регіонального продукту. Також Урумчі — головний центр вжитку і роздрібної торгівлі в регіоні, на який в 2004 році довелося 33,9 % роздрібного звороту регіону, хоча в Урумчі проживає лише 10 % населення регіону. При цьому, незважаючи на всю динамічність свого розвитку і спеціальні програми пекінського уряду по освоєнню «дикого заходу», ВВП на душу населення в місті залишається більш ніж скромним: 2 850$ з розрахунку на душу населення на рік за даними 2004 року, для порівняння по КНР в цілому цей показник становив 5 040$ на рік, в Казахстані 7 800$ на рік, в РФ близько 10 100$ на рік. Урумчі є головним центром здобуття і перерозподілу державних дотацій, направлених на розвиток Сіньцзяна.

## Транспорт
- Повітряний: Місто обслуговує Міжнародний Аеропорт Урумчі Діуопу.
- Залізничний:
  - Місто зв'язане залізницею з Кашгаром (південно-західний напрям).
  - Місто також є найбільшим транзитним пунктом на Ланьчжоу-Синьцзянській залізниці, яка входить до складу міжнародної залізниці Алмати — Пекін.
- Автомобільний: Урумчі розташований на перетині двох автотрас державного значення — Китайських Національних Шосе 312 і 314.
- Метрополітен Урумчі